# Monica Anghel
Monica Anghel (n. 1 iunie 1971, București, România) este o cântăreață, prezentatoare de radio și actriță română. Anghel a câștigat Festivalul Internațional „Cerbul de aur”, ediția 1996 și a participat, ca reprezentantă a României, la concursul Eurovision (ediția din 2002, împreună cu Marcel Pavel). Este cunoscută și datorită participării sale  îndelungate ca actor activ în grupul de umor „Divertis”.

## Biografie
Începe studiile muzicale la Școala Populară de Artă din București, perfecționându-se la New York cu profesorul Phil Brown (canto). A fost studentă la clasa de actorie a profesorului Gelu Colgeac din București. A lucrat cu compozitorul Laurențiu Profeta. În 1986 a debutat la Festivalul național de muzică ușoară de la Mamaia, cu melodia Te iubesc, te voi iubi de Ionel Tudor. Monica Anghel a colaborat cu Aurelian Temișan (duet) în piesa "Încrederea", compozitor și textier Dragoș Docan, piesa apărând atât pe albumul propriu al artistei editat de Roton în 1996 cât și pe albumul Best Of Dragoș Docan "Vai, ce bună-i fata asta!" (Electrecord 1998).
Monica Anghel a cântat în duet cu actorul Ștefan Iordache. Dan Iagnov le-a compus trei cântece care apar pe discul „Magazinul meu de vise” înregistrat la casa de discuri Roton în anul 2007. Aceste trei cântece sunt: „Mai mult decât oricând”, „Viața noastră este un tangou” și „Nu te întreb”. Pentru Monica Anghel și Gabriel Cotabiță, Dan Iagnov a compus duetul „Continent pierdut”, melodie care este inclusă pe CD-ul „Best of Dan Iagnov”, editat în anul 2006 la casa de discuri OVO MUSIC. A promovat creațiile compozitorilor Marius Țeicu, Laurențiu Profeta, Marian Nistor, Ion Cristinoiu, Viorel Gavrilă, George Natsis ș. a. A cântat la Baden-Baden (Germania) alături de Ray Charles.

## Discografie
- Dau viața mea pentru o iubire (1995)
- Destine (1996)
- XXI (2001)
- O nouă zi (2009)
- Lacrimă de jar (2010)

## Filmografie
- Proprietarii de stele (2001) - Ema
- Zăpadă, Ceai și Dragoste (2020)